# Nguyễn Viết Xuân
Nguyễn Viết Xuân (20 tháng 1 năm 1933 – 18 tháng 11 năm 1964) là một chiến sĩ của Việt Nam Dân chủ Cộng hòa, được biết đến nhiều qua khẩu hiệu "Nhằm thẳng quân thù! Bắn!" trong Chiến tranh Việt Nam.

## Thân thế và binh nghiệp
Ông sinh tại xóm Thượng, xã Ngũ Kiên, phủ Vĩnh Tường, tỉnh Vĩnh Yên, nay thuộc tỉnh Vĩnh Phúc. Năm 7 tuổi, ông phải đi ở đợ cho gia đình địa chủ trong 10 năm. Tháng 11 năm 1952, ông gia nhập Quân đội nhân dân Việt Nam. Trong Chiến tranh Đông Dương, đơn vị ông chiến đấu với không quân đối phương ở Lũng Lô. Ngày 5 tháng 1 năm 1955, ông được kết nạp vào Đảng Cộng sản Việt Nam.
Sáng ngày 18 tháng 11 nǎm 1964, trong trận chiến với Không quân Hoa Kỳ tại phía tây tỉnh Quảng Bình, ông bị máy bay bắn bị thương nát đùi phải, song ông yêu cầu phẫu thuật bỏ chân, tiếp tục được vào bờ công sự và chỉ huy chiến đấu, động viên đồng đội bằng khẩu lệnh "Nhằm thẳng quân thù! Bắn!".
Trong quá trình công tác, ông từng làm trinh sát thuộc C3 Đoàn 99, kế đó là Tiểu đội trưởng trinh sát, Trung đội trưởng pháo cao xạ, rồi Chính trị viên phó đại đội pháo cao xạ. Khi tử trận, ông mang quân hàm Thiếu úy, Chính trị viên Đại đội 3, Tiểu đoàn 14 pháo cao xạ, Sư đoàn 325, Quân khu 4.
Hiện hài cốt của ông được an táng tại nghĩa trang xã Ngũ Kiên.

## Đời tư
Ông kết hôn với một người cùng xóm là bà Nguyễn Thị Thanh (sinh năm 1934) khi chưa tròn 18 tuổi. Hai ông bà sinh được hai con là Nguyễn Viết Lai và Nguyễn Thị Lâm.

## Vinh danh
Nguyễn Viết Xuân được phong tặng Huy chương Kháng chiến hạng nhì, sáu bằng khen và giấy khen. Ngày 1 tháng 1 năm 1967, ông được truy tặng danh hiệu Anh hùng Lực lượng vũ trang nhân dân.
Nhiều đường phố tại các đô thị Việt Nam được đặt tên ông như đường Nguyễn Viết Xuân ở trung tâm Đồng Hới, Quảng Bình; phố Nguyễn Viết Xuân tại Hạ Long, Quảng Ninh (từ đường Trần Phú đến cống Giáp Khẩu); phố Nguyễn Viết Xuân tại quận Thanh Xuân, Hà Nội (từ phố Lê Trọng Tấn đến phố Nguyễn Ngọc Nại); phố Nguyễn Viết Xuân tại thành phố Bắc Ninh, Bắc Ninh (từ đường Nguyễn Văn Trỗi đến đường Huyền Quang); phố Nguyễn Viết Xuân tại Đà Nẵng (từ Tống Duy Tân đến Tân Trào), ngoài ra còn các con đường ở thành phố Nam Định, Nam Định, thành phố Phủ Lý, Hà Nam; thị xã Hương Thủy, Thừa Thiên Huế; Kon Tum, Khánh Hoà, Lâm Đồng, Thành phố Hồ Chí Minh, Cần Thơ, Hậu Giang,... Tại chính quê hương Vĩnh Phúc, đường Nguyễn Viết Xuân là một trong những đường dài ở Vĩnh Yên, và tên ông cũng được đặt cho rất nhiều trường học trong tỉnh.
Ông được ca ngợi trong thơ của Xuân Sách, sau đó nhạc sĩ Huy Du phổ thơ này thành bài hát "Cùng anh tiến quân trên đường dài" (1967).